# Xuansha Shibei
Xuansha Shibei (chiń. 玄沙師備, pinyin Xuánshā Shībèi; kor. 현사사비 Hyŏnsa Sabi; jap. Gensha Shibi; wiet. Huyền Sa Sư Bị; ur. 835, zm. 908) – chiński mistrz chan.

## Życiorys
Pochodził z dystryktu Min w Fuzhou. Z pochodzenia był rybakiem. Nie miał żadnego wykształcenia i był całkowitym analfabetą. Stosunkowo późno, bo w 860 r., około trzydziestki, zainteresował się buddyzmem. Porzucił świeckie życie i udał się do klasztoru na górze Furong (Lotosu), gdzie studiował u mistrza chan Lingxuna. W 864 r. przyjął mnisią ordynację u mistrza Winai Daoxuana w klasztorze Kaiyuan w Yuzhang (obecnie w pobliżu miasta Nanchang). Następnie znów powrócił do mistrza Faronga Lingxuna. Prowadził bardzo ascetyczne życie; miał tylko jedną, stale łataną, szatę, słomiane sandały i zamiast żebrać o pożywienie – głodował. Między mnichami nazywany był Ascetycznym Bei i traktowano go trochę jako dziwaka.
W 866 r. został uczniem wybitnego mistrza chan Xuefenga Yicuna (którego poznał, gdy praktykował u jego ucznia mistrza Linxuna) i bratem w Dharmie Fayana Wenyi. Był w bardzo bliskich, rodzinnych stosunkach z mistrzem, który traktował go jak młodszego brata. Xuefeng pomógł swojemu nauczycielowi wybudować jego klasztor.
Oświecenie osiągnął po przeczytaniu pewnego fragmentu Śurangama Sutra (w czasie praktyki buddyjskiej nauczył się czytać). Był jednym z najważniejszych z 56 następców Dharmy mistrza Xuefenga. Przygotował podstawy szkoły fayan.
Po opuszczeniu swojego nauczyciela Xuefenga przebywał najpierw w klasztorze na górze Puying. Później przeniósł się na górę Xuansha w Fuzhou, gdzie pozostał opatem przez następnych 30 lat. Jego nauczanie przyciągnęło setki uczniów. W 898 r. na życzenie władcy Min Wanga Shezhiego został opatem klasztoru Anguo (Uspokajającego Kraj) Przez gubernatora prowincji został uhonorowany purpurową szatą i tytułem Wielki Nauczyciel Jednej Nauki (zongyi dashi).
Pewnego dnia Xuansha napisał list do swojego starego nauczyciela Xuefenga i poprosił jednego z uczniów, aby mu go zaniósł. Xuefeng, skoro tylko otrzymał list, zebrał wszystkich swoich uczniów i, w czasie gdy oni przyglądali się, otworzył przesyłkę. W kopercie były trzy puste kartki. Xuefeng pokazał je swoim uczniom i spytał Rozumiecie? Żaden z uczniów się nie odezwał. Wówczas Xuefeng spojrzał na jedną z kartek i zaczął mówić, tak jakby czytał Kiedy przychodzi wiosna, zakwitają kwiaty; kiedy przychodzi jesień, dojrzewają owoce. Uczeń Xuansha wrócił i opowiedział, co się wydarzyło. Stary zaczyna głupieć stwierdził Xuansha.
Po śmierci mistrza władca Min wybudował na jego cześć stupę.
Mistrz miał 700 uczniów i 13 spadkobierców Dharmy.
Pojawia się w komentarzu do gong’anu 41 w Wumenguan, w gong’anach 22, 56 i 88 z Biyan lu, w kilku komentarzach i gong’anie 81 z Congronglu.

## Linia przekazu Dharmy zen
Pierwsza liczba oznacza liczbę pokoleń mistrzów od 1 Patriarchy indyjskiego Mahakaśjapy.
Druga liczba oznacza liczbę pokoleń od 28/1 Bodhidharmy, 28 Patriarchy Indii i 1 Patriarchy Chin.
- 36/9 Tianhuang Daowu (748–807)
  - 37/10 Longtan Chongxin (bd)
    - 38/11 Deshan Xuanjian (780–865)
      - 39/12 Xuefeng Yicun (822–908)
        - 40/13 Xuansha Shibei (835–908)
          - 41/14 Guotai Hongtao (bd)
          - 41/14 Longji Shaoxiu (zm. 954)
          - 41/14 Qingxi Hongjin  (bd)
            - 42/14 Tianping Congyi (bd)

          - 41/14 Luohan Guichen (867–928) znany także jako Tanzhou Guichen
            - 42/15 Fayan Wenyi (885–958) szkoła fayan
              - 43/16 Tiantai Deshao (891–972)
                - 44/17 Yongming Yanshou (904–975) autor Zongjing lu (ok. 961)(Zapiski z Lustra-źródła)
                - 44/17 Yong’an Daoyuan (bd) autor Jingde chuandeng lu